# An–178
Az An–178 (ukránul: Ан–178) fejlesztés alatt álló ukrán, kis hatótávolságú katonai szállító repülőgép. Az An–158 utasszállító repülőgépen alapul. 2015. május 7-én repült először.

## Története

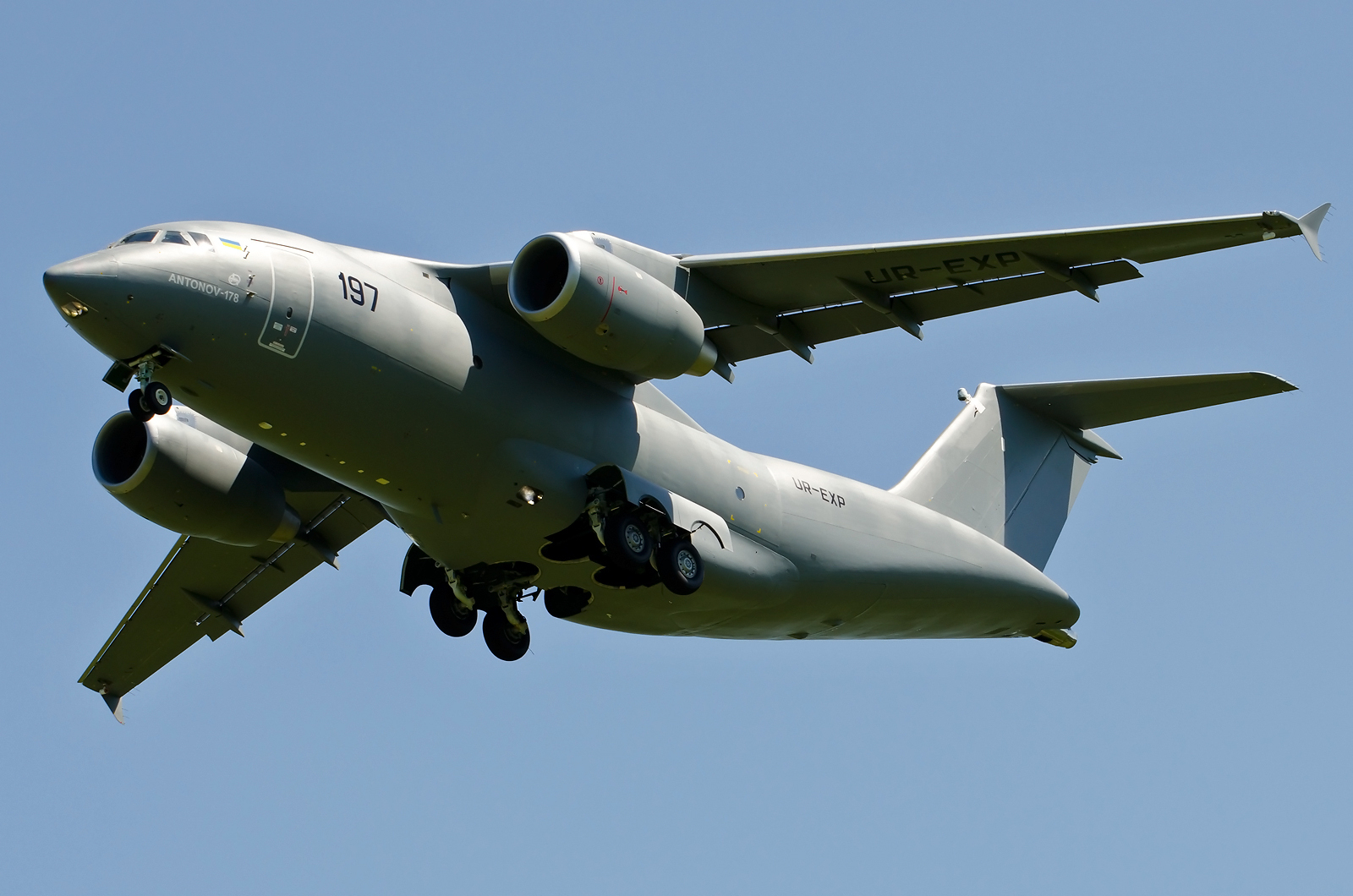
Az An–178 prototípusa katonai szürke festéssel 2015 júniusában, a párizsi légiszalonra kapott 197-es oldalszámmal

Fejlesztése 2010-ben kezdődött a kijevi Antonov tervezőirodában. A gép alapjául az An–158-as regionális utasszállító repülőgép szolgált, amely az An–148 meghosszabbított törzsű, modernizált változata. A gépet a kiöregedő An–12, An–26, An–32 és An–72 szállító repülőgépek leváltására szánják. A fejlesztés költségét Vjacseszlav Bohuszlajev, a Motor Szics vezérigazgatója 1650 millió USD-re becsülte.
A legjelentősebb konstrukciós különbség az An–158-hoz viszonyítva az új farokrész, amely a teherszállító funkcióhoz szükséges teherajtót és rámpát tartalmaz. Az An–158-ból megőrizték a pilótafülkét, a szárnyakat, a vezérsíkokat, a fedélzeti berendezéseket, az avionikai berendezéseket, valamint a hidraulika-rendszert. A nagyobb felszálló tömeg miatt az An–158-tól eltérően dupla kerekes főfutókat kapott. A géphez a zaporizzsjai Motor Szics 2012-ben kezdte fejleszteni a D–436–148FM gázturbinás sugárhajtóművet, amely a D–436–148 növelt tolóerejű, modernizált változata.
A gép fejlesztése lassan haladt, amelyet nehezített a 2014-ben elmélyült politikai válság és az Ukrajna elleni orosz agresszió nyomán kialakult kedvezőtlen gazdasági környezet. Az első felszállást 2013-ra ígérték, később ez a terv 2014-re csúszott. A prototípus törzse 2014. július 29-én készült el. A nyilvánosság előtt a 2015. április 16-i kigurulási ünnepségen (roll-out) mutatták be. A géppel az első felszállást 2015. május 7-én hajtották végre a hosztomeli repülőtérről. Napjainkban folyik a gép tesztelése.
Az Antonov repülőgépgyár kb. 800 repülőgép értékesítését tartja reálisnak a következő 10–12 évben. Egy gép tervezett ára 40 millió USD körül alakul. A berepülés napján  az azeri Silk Way Airways légitársaság 10 gép vásárlásáról írt alá szándéknyilatkozatot az Antonov repülőgépgyárral. A gép iránt Kína is érdeklődik és felmerült a közös gyártás gondolata is. A gép nemzetközi bemutatkozása a 2015-ös Le Bourget-i légiszalonon volt június 15–21. között. 2015. december 28-án az Antonov vállalat a szaúd-arábiai Taqnia Aeronautics vállalattal írt alá szándéknyilatkozatot 30 darab An–178-as gép szállításáról a szaudi légierő számára.
A típus második példányának a törzse 2015 december végén készült el.
2019. október 8-án jelentették be, hogy az Ukrán Belügyminisztérium 14 db An–178-t rendelt. Közülük kilenc darabot a katasztrófavédelmi szolgálat, négy darabot az Ukrán Nemzeti Gárda fog megkapni. 2020. december 29-én az Antonov cég három An–178–100R típusú repülőgép gyártásáról és szállításáról írt alá szerződést az ukrán védelmi minisztériummal. A megrendelt gépek közül az elsőt 2023-ban fogják átadniu az Ukrán Légierőnek. A légierő számára rendelt An–178R első példányának az építését 2021 májusában kezdték el. A gépet az Antonov repülőgépgyár 2021. december 28-án mutatta be.
2019-ben Peru rendelt egy gépet a belügyminisztérium számára. Ennek a gyártását 2021 tavaszán kezdték el Kijevben.

## Jellemzői

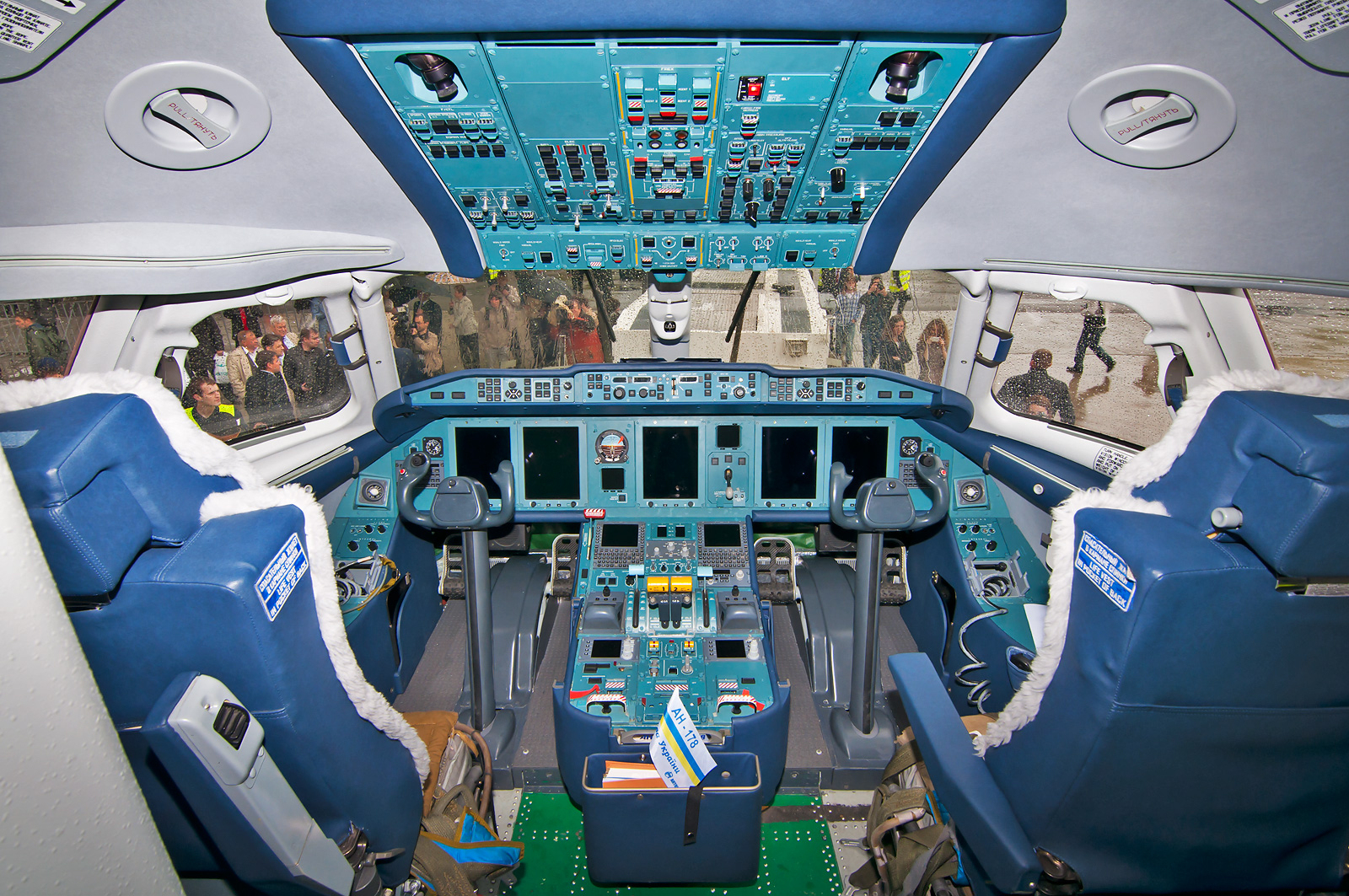
A gép pilótafülkéje

Felsőszárnyas elrendezésű repülőgép, T-vezérsíkkal. Szerkezeti kialakítása nagyrészt megegyezik az An–148-as és An–158-as gépekével. A szárnyak végén wingletek találhatók. A sárkányszerkezet nagyobb része fémből (duralumínium) készült, de kompozit anyagokat is felhasználtak. A törzs félhéj szerkezet, kör keresztmetszetű. A tehertér hossza 16,65 m, magassága 2,75 m. Ebben 2,44 m szélességű konténerek helyezhetők el. A tehertér térfogata 125 m³.
A két D–436–148MF kétáramú gázturbinás hajtóművet a félszárnyak alatt lógó hajtóműgondolában helyezték el. Fly-by-wire vezérlőrendszerrel szerelték fel.
A Pivdenmas által készített futóművek titánötvözetből készültek.
A gép maximális terhelése 18 tonna, ezzel 1000 km-es hatótávolságot ér el. 10 tonnás terheléssel a hatótávolság 4000 km-re növekszik. A tehertérben 90 személyt vagy 70 fő felszerelt ejtőernyőst lehet elhelyezni.

## Műszaki adatok

### Geometriai méretek és tömegadatok
- Fesztáv: 28,84 m
- Hossz: 32,95 m
- Magasság: 10,14 m
- Szárnyfelület: 87,32 m²

### Hajtómű
- Száma: 2 db
- Típus: D–436–148MF kétáramú gázturbinás sugárhajtómű

### Repülési jellemzők
- Legnagyobb sebesség: 870 km/h
- Gazdaságos utazósebesség: 800–825 km/h
- Legnagyobb repülési magasság: 12 200 m
- Legnagyobb hatótávolság: 5500 km
  - 18 t terheléssel: 1000 km
  - 10 t terheléssel: 4000 km

### Hasonló repülőgépek
- C–27J Spartan
- CASA C–295
- C–130J
- KC–390
- Il–214